# テルモミクロビウム綱
テルモミクロビウム綱（Thermomicrobia）は、クロロフレクサス門に属す細菌の綱である。一部の研究者は独立の門として扱っているが、主流ではない。LPSN及びNCBIはクロロフレクサス門に所属する綱として扱っており、バージェイ式分類は独立の門として、GTDBはクロロフレクサス綱に所属する目として扱っている。
2019年現在までに記載されているのは、Thermomicrobium roseum、T. carboxidum、Sphaerobacter thermophilus、Nitrolancea hollandicaの4種のみである。何れも好気性で、亜硝酸酸化菌（ギ酸も酸化できる）であるNitrolancea hollandica以外は、アミノ酸や炭水化物を酸化する好熱性の従属栄養細菌である。グラム染色では陽性の種が多いが、Thermomicrobium roseumのみグラム陰性である。ただし、典型的なグラム陰性菌とは構造が異なっている。